# Maurice de Vlaminck
Maurice de Vlaminck (Pariz, 4. travnja 1876. – Rueil-la-Gadeliere, 11. listopada 1958.), francuski fovistički slikar i grafičar.
Počeo je kao samouk. Pejzažne motive radio je pod jakim utjecajem van Gogha. Na platno nanosi boje izravno iz tuba i postiže snažna ekspresionistička ostvarenja. Neki portreti podsjećaju na konstrukcije kubista. Radio je i u grafičkim tehnikama (bakropis, drvorez, litografija), ilustrirao knjige, bavio se keramikom. U mladosti je napisao dva romana. Obrazovao se za glazbenika. Njegovu sudbinu mijenja poznanstvo s Andréom Derainom. Odlučio je postati slikarom i zajedno s Derainom je unajmio kolibu u kojoj su radili. Upotrebljava radikalno novu paletu boja sa svojim slikama: velike plohe intenzivnih, čistih boja. Nakon jedne vrlo uspješne samostalne izložbe seli se na selo, gdje počinje slikati pejzaže. Vlaminck je napisao više od 20 knjiga i autobiografskih tekstova.

## Vanjske poveznice
- Izbor slika